# Hans Robertson
Hans Robertson (* 8. Mai 1883 in Hamburg; † 11. September 1950 in Vangede Dänemark) war ein deutscher Fotograf und Fotojournalist der Weimarer Republik.

## Leben und Wirken
Hans Robertson wurde am 8. Mai 1883 als Sohn eines Kaufmanns in Hamburg geboren. Nach seiner Schulzeit und Ausbildung als Ingenieur wandte er sich der Fotografie zu. Den Beruf des Ingenieurs hat er nie ausgeübt.
Zuerst war Hans Robertson Assistent bei dem Naturfotografen Albert Steiner in St. Moritz (Schweiz). Ab 1911 arbeitete er in Hamburg im Atelier A. Mocsigay, welches zahlreiche Serien mit Fotopostkarten herausgab. Ab 1915 bis 1919 führte Robertson zusammen mit Albert Steiner das Fotogeschäft in St. Moritz, welches Steiner dort ab 1910 aufgebaut hatte.
Nach dem Militärdienst im Ersten Weltkrieg soll sich Robertson in Berlin-Wilmersdorf, Duisburgerstraße Nr. 2, als selbstständiger Fotograf niedergelassen haben. Um 1927 übernahm Robertson das Atelier von Lili Baruch am Kurfürstendamm 201, welches auf Theater- und Tanzfotografie spezialisiert war, und leitete dieses von 1928 bis 1933, hier mit der Anschrift Kurfürstendamm Nr. 200.
Als Tanz- und Industriephotograph so wie auch als Bildjournalist avancierte Robertson zu einem der renommiertesten Porträtisten der Stadt, vor allem von Schriftstellern, Künstlern und Politikern wie Käthe Kollwitz, Heinrich Mann oder Gustav Stresemann. Besonders bekannt wurde er durch seine Aufnahmen moderner Tänzer und Tänzerinnen wie Harald Kreutzberg, Vera Skoronel und Mary Wigman, so wie des Boxers Max Schmeling.
Nach der Machtergreifung der Nationalsozialisten wurde Hans Robertson als Jude aus dem Landesverband Berlin der Bildberichter ausgeschlossen. Er war gezwungen, sein Atelier im Juni 1933 mitsamt dem Negativbestand an seinen früheren Mitarbeiter Siegfried Enkelmann (1905–1978) zu übergeben, welcher das Atelier ab 1935 unter seinem eigenen Namen bis zur Zerstörung des Gebäudes während der Luftangriffe auf Berlin weiterführte.
1933 heiratete Hans Robertson die dänische Tänzerin Inger Kyser-Linden, geborene Levin (* 1903). 1934 emigrierte Robertson mit seiner Frau über die Schweiz nach Dänemark. Dort ließ Robertson sich in Kopenhagen nieder und eröffnete eine Fotoschule, arbeitete als freier Porträt- und Theaterfotograf und veröffentlichte Artikel in Foto-Fachzeitschriften.
1943 floh Robertson mit seiner Frau vor der auch in Dänemark beginnenden Judenverfolgung nach Stockholm. Er kehrte im Mai 1945 nach Kopenhagen in den Vorort Vangede zurück und öffnete wieder seine Fotoschule. Bis zu seinem Tod am 11. September 1950 blieb er in Dänemark.
The National Museum of Photograph in Kopenhagen hält die größte Sammlung der Negative aus dem Nachlass von Hans Robertson. Im The Black Diamond wurden in der Ausstellung in 2010 eine Auswahl seiner wichtigsten Aufnahmen aus den Jahren „vor Hitler“ präsentiert, darunter neu aufgefundene Berlin-Fotografien.

## Ausstellungen
- 1931: Ausstellung gemeinsam mit Charlotte Rudolph, Essen und Mannheim
- 2005: De la comtesse De Castiglione à Cindy Sherman. Galerie de France, Paris
- 2008: Hans Robertson – Berlinische Galerie, Landesmuseum für Moderne Kunst, Fotografie und Architektur, Berlin